# Lekwiltok
Lekwiltok (Laich-Kwil-Tach), pleme američkih Indijanaca porodice Wakashan iz Britanske Kolumbije, Kanada. Lekwiltok, danas Laich-Kwil-Tach, su jedno od plemena Kwakiutla koje je nastanjivalo kraj između Knight i Bute Inleta na otoku Vancouver. Populacija im 1904. iznosi 218.

## Ime
Riječ Laich-Kwil-Tach (varijanta mu je Lekwiltok) označava velikog morskog crva kojega nije bilo moguće ubiti. Poglavica Ralph Dick (1998) označava ovaj izraz s 'unkillable thing', potvrda ovoga je i raniji Curtisov (koji nije bio Indijanac) prijevod iz 1915. godine. 

## Podjela
Lekwiltoki se dijele na 5 ogranaka, viz.: 1. We Wai kai, 2. We Wai kum (Wei Wai Kum), 3. Kwiakah ili Kueha, 4. Tlaaluis, i 5. Hahamatsees ili Walitsum. Postojale su prije i bande Homayno ili Komenok iz Loughborough Inleta koja se do 1830.-tih priključila bandi We Wai kum. Banda Tlaaluis, gotovo je nestala do 1850., ostaci su se priključili bandi Kwiakah. U ranom 20. stoljeću Hahamatsees Indijanci ili Walitsum, napuštaju svoj kraj uz Salmon river i miješaju se s bandom K'omoks. Bande koje danas čine naciju Lekwiltoka su We Wai kai, We Wai kum, Kwiakah i K'omoks.

## Kultura
Lekwiltoki su na jugu imali za susjede Indijance porodice Salishan,  ali nisu bili u dobrim odnosima. Lekwiltoki su s njima vodili rat, i ekspanzijom se širili na teritorij Salishana, na jug sve do Discovery Passaga. Rat ovih Kwakiutla i Salishana nastavio se sve do sredine 19. stoljeća i završio velikom bitkom na Maple Bayu. Svojim ratom Lekwiltoki su si priskrbili naselja oko Cape Mudge (We Wai kai) i Campbell Rivera (We Wai kum), što su bila strateška mjesta za lov na losose. Naselja Lekwiltoka Europljani su popisali čak na Qualicum Riveru. Ihtiofagija je bila u ovim krajevima veoma rasprostranjena. Sezonski je bilo ribe u izobilju, što je Indijance podizalo na masovne pokrete i borbu za najbolja ribolovna područja. 
Kulturno Lekwiltoki pripadaju grupi Sjeverozapadno-obalnih Indijanaca s bogatom razvijenom kulturom gradnje drvenih kuća, totemskih stupova i drvorezbarstva. Kwakiutli kao i susjedni Nootke, Salishi, Tlingiti i Haide orijentirani su prema moru i prakticiraju se svečanosti potlatcha u kojima se imovina dijeli i uništava. Sva društva Sjeverozapadnih obalnih Indijanaca, za usporedbu sa susjednim Atapaskima bila su veoma bogata.

## 'Gradovi'
Hodge navodi  'gradove' : Husam, Tsakwalooin, Tsaiiyeuk i Tatapowis.

## Lekwiltoki danas
Danas We Wai kai imaju 5 rezervata na Cape Mudge i Quadra Islandu. Banda We Wai kum ili Wei Wai Kum ima 4 rezervata na Campbell Riveru. Banda Kwiakah ima 2 rezervata na kojima nitko ne živi, nego su se preselili na rezervat u Campbell River. Banda Walitsum živi s K'omoks Indijancima pod njihovim imenom. Vidi Kwakiutl. 

## Vanjske poveznice
- Kwakiutl Indian Tribe History